# Georgi Panajotow
Georgi Welikow Panajotow, bułg. Георги Великов Панайотов (ur. 24 lipca 1968 w Pomorie) – bułgarski dyplomata, w 2021 minister obrony.

## Życiorys
Absolwent niemieckojęzycznego liceum w Burgasie. W 1994 ukończył Moskiewski Państwowy Instytut Stosunków Międzynarodowych, podjął następnie pracę w bułgarskiej dyplomacji. Był kolejno oficerem politycznym w ambasadzie w Albanii (1995–2000), zastępcą kierownika komórki MSZ ds. Europy Środkowo-Wschodniej (2000–2002), zastępcą szefa misji w ambasadzie w Afganistanie (2002–2007), dyrektorem departamentu MSZ ds. NATO (2007–2010, 2014–2016) oraz zastępcą szefa misji w ambasadzie w Waszyngtonie (2010–2014). W 2016 powołano go na stałego przedstawiciela Bułgarii przy ONZ. W maju 2021 objął urząd ministra obrony w przejściowym gabinecie Stefana Janewa. Pozostał na tym stanowisku w utworzonym we wrześniu 2021 drugim technicznym rządzie tego samego premiera. Pełnił tę funkcję do grudnia tegoż roku.